# Serrat del Ban
El Serrat del Ban és una serra de la zona central-nord de l'antic terme de Toralla i Serradell, actualment de Conca de Dalt, al Pallars Jussà, en territori del poble de Serradell.
Està situat a prop i al nord-oest de Serradell. Els seus extrems són les Picorres, a ponent, on enllaça amb el Serrat de Santa Eulàlia, les Roques de Llenaspres, de 1.287,3 m. alt., a llevant, en el sector de Serradell.
Ara bé, des de les Roques de Llenaspres, el serrat s'allargassa cap a orient, arribant fins al damunt mateix del poble d'Erinyà, on hi ha les Roques, de 1.124,2 m. alt. i el Tossal dels Corbs, de 1.108,9.
Així doncs, el Serrat del Ban constitueix pràcticament tot el límit septentrional de la vall del riu de Serradell.